# خاتمة الموسم
خاتمة الموسم أو نهاية الموسم هي الحلقة الأخيرة من موسم أي برنامج تلفزيوني. غالبا ما يستغرق إعداد الحلقة الأخيرة من الموسم عدة أشهر؛ إذ يحاول القائمون على إعدادها أن يستقطبوا مشاهدين جدد للبرنامج في موسمه المقبل.

خاتمة الموسم غالبا ما تكون تحبس الأنفاس، ويكون التشويق فيها في أعلى مستوى. وفي بعض الأحيان تُترك الحلول للموسم المقبل حتى يشتاق المشاهدين للموسم الجديد وتكون نهاية الحلقة مفتوحة ومتعددة الاحتمالات.